# Suilven (Schiff)
Die Suilven war eine 1974 gebaute Ro-Pax-Fähre der schottischen Reederei Caledonian MacBrayne. Sie wurde 1995 nach Neuseeland verkauft, kam 2004 nach Fidschi und sank dort 2015.

## Geschichte

### Bau und Dienstzeit bei Caledonian MacBrayne
Die 1972 bestellte Fähre wurde auf der norwegischen Werft Moss Rosenberg Verft in Moss als Basto VI für die Reederei Alpha in Moss gebaut. Sie wurde noch während des Baus im Dezember 1973 an die Caledonian McBrayne Holding in Glasgow verkauft. Der Stapellauf des Schiffes erfolgte am 19. April 1974 als Suilven. Das Schiff wurde am 15. August 1974 abgeliefert und am 27. August des Jahres von Caledonian MacBrayne zwischen Ullapool und Stornoway über The Minch in Dienst gestellt, wo sie die Clansman ersetzte.
Im Oktober 1989 wechselte sie kurzzeitig auf die von der Isle of Mull bediente Strecke zwischen Oban und Craignure auf Mull. Die Isle of Mull bediente während der in Stornoway durchgeführten Royal National Mòd mit ihrer größeren Passagierkapazität die Verbindung nach Lewis and Harris.
Ende Juli 1995 wurde die Suilven durch die Isle of Lewis ersetzt und außer Dienst gestellt.

### Verbleib des Schiffes
Im August 1995 wurde das Schiff an Strait Shipping in Wellington verkauft. Strait Shipping brachte die Fähre unter die Flagge Neuseelands mit Heimathafen Wellington und setzte sie ab Oktober 1995 zwischen Wellington und Picton ein. Von Januar 2003 bis Ende März 2004 verkehrte sie zwischen Wellington und Nelson.
Strait Shipping verkaufte die Fähre 2004 an Bligh Water Shipping in Suva, Fidschi. Die nun unter der Flagge der Fidschis mit Heimathafen Suva gebrachte Fähre wurde von Bligh Water Shipping zwischen Suva auf der Insel Viti Levu, Savusava auf der Insel Vanua Levu und der Insel Tavenui eingesetzt.
2012 wurde die Fähre an Venu Shipping in Suva verkauft, die sie weiter auf der Strecke zwischen Suva, Savusava und der Insel Tavenui einsetzte. Am 24. November 2015 kenterte die Fähre vor Suva und sank wenig später. Grund war vermutlich verrutschte Ladung. Die Fähre war zuletzt nur noch als Frachtschiff im Dienst, so dass sich keine Passagiere an Bord befanden. Die Besatzung wurde gerettet.
Die Fähre war nach einem Berg in den schottischen Highlands benannt.

## Technische Daten und Ausstattung
Das Schiff wurde von zwei Zweitakt-Siebenzylinder-Dieselmotoren des Motorenherstellers Wichmann mit zusammen 2575 kW Leistung angetrieben. Die Motoren wirkten auf zwei Verstellpropeller. Das Schiff war mit einem Bugstrahlruder ausgestattet. Für die Stromerzeugung standen drei von Dieselmotoren mit jeweils 152 kW Leistung angetriebene Generatoren zur Verfügung.
Während einer Werftzeit in Greenock wurden Stabilisatoren nachgerüstet.
Die Fähre verfügte über ein durchlaufendes Fahrzeugdeck. Am Bug befand sich ein nach oben aufklappbares Bugvisier. Dahinter befand sich eine herunterklappbare Bugrampe. Am Heck befand sich eine herunterklappbare Heckrampe. Auf dem Fahrzeugdeck standen 252 Spurmeter zur Verfügung. Die Fähre konnte 85 Pkw befördern. Die Passagierkapazität betrug 500 Personen.
Oberhalb des Fahrzeugdecks befanden sich zwei Decks, unter anderem mit verschiedenen Einrichtungen für die Passagiere und die Schiffsbesatzung und der vorne angeordneten Brücke. Zur besseren Übersicht bei An- und Ablegemanövern und in engen Fahrwassern gingen die offenen Nocken etwas über die Schiffsbreite hinaus. An Bord standen für die Passagiere unter anderem ein Schnellrestaurant und eine Bar zur Verfügung.